# Demokratična stranka upokojencev Slovenije
Demokratická strana důchodců Slovinska (Demokratična stranka upokojencev Slovenije; DeSUS) je spíše levicově zaměřená slovinská politická strana reprezentující zájmy starobních a invalidních důchodců.

## Vývoj strany
Strana vznikla v květnu 1991 z Družstva důchodců Maribor Centrum. V roce 1992 se DeSUS spojil s dalšími levicově orientovanými stranami – se Sociálnědemokratickou unií a Stranou pracujících Slovinska, čímž byla vytvořena volební koalice Sjednocená kandidátka (Združena lista, ZL), která ve volbách v roce 1992 získala 13,58 %, což znamenalo třetí místo a čtrnáct mandátů ve Státním shromáždění. Po roce 1996 však v důsledku neshod uvnitř Sjednocené kandidátky sociálních demokratů došlo k osamostatnění Demokratické strany důchodců Slovinska (DeSUS).
DeSUS ve volbách v roce 1996 postavila svůj program na slibech sociálních jistot. Strana není příliš orientována na politický program, ale zdůrazňuje nutnost zajištění důstojnosti člověka v pozdním věku. Od roku 1996 byla DeSUS s výjimkou období Bajukova kabinetu koaliční stranou. Nejprve v středolevé koalici Liberální demokracie Slovinska, v letech 2000 až 2004 ale neměla strana svého ministra. Po volbách v roce 2004 strana vstoupila do pravicové koalice Janeze Janši, uzavírací čtyřprocentní klauzuli však v těchto volbách překročila jen o čtyři setiny procenta. V roce 2008 se DeSUS stala součástí levicové vládní koalice. Účast strany DeSUS však nebyla jistá poté, co předseda vítězné Sociální demokracie Borut Pahor odmítl možnost, aby funkci ministra obrany nadále zastával předseda DeSUS Karl Erjavec. Nakonec se Erjavec spokojil s postem ministra životního prostředí, který zastával do února 2010. DeSUS pak koaliční vládu opustil v květnu 2011 s odůvodněním, že není brán za rovnocenného partnera.

## Zástupci strany

### Předsedové
- Ivan Sisinger (1991–1994)
- Jože Globačnik (1994–1999)
- Janko Kušar (1999–2002)
- Anton Rous (2002–2005)
- Karl Erjavec (2005-2020)
- Aleksandra Pivec (2020)
- Tomaž Gantar (2020)
- Karl Erjavec (2020-2021)
- Anton Balažek (2021)
- Brigita Čokl (od 2021)